# Monacanthus
Monacanthus is een geslacht van straalvinnige vissen uit de familie van vijlvissen (Monacanthidae). Het geslacht is voor het eerst wetenschappelijk beschreven in 1817 door Oken (ex Cuvier).

## Soorten
- Monacanthus chinensis (Osbeck, 1765)
- Monacanthus ciliatus (Mitchill, 1818)
- Monacanthus tuckeri Bean, 1906 – Slanke vijlvis